# Ramspolbrug
Die Ramspolbrug (deutsch Ramspolbrücke) ist eine Straßenbrücke in den Niederlanden zwischen dem  Mündungsdelta der IJssel und dem Noordoostpolder, einem 1942 im Rahmen des Baus der Zuiderzeewerke trockengelegten Teil des IJsselmeers. Sie verbindet die Stadt Kampen in der Provinz Overijssel mit der Gemeinde Noordoostpolder in der Provinz Flevoland. Dabei überquert sie den schiffbaren Wasserweg zwischen Ketelmeer und Zwarte Meer, der durch einen parallel zum Ufer des Noordoostpolders verlaufenden Wellenbrecher in zwei Fahrrinnen geteilt ist. Das Ramsdiep im Norden dient der Binnenschifffahrt und die Ramsgeul im Süden kleineren Sportbooten. Die 2012 fertiggestellte Balkenbrücke aus Spannbeton führt vier Fahrstreifen der Kraftfahrstraße N50 (Autoweg 50) und zwei Fahrstreifen der Provinzialstraße N765 (Provinciale weg 765) sowie einen Radweg. Über der nördlichen Fahrrinne ist eine Klappbrücke integriert, die jährlich für etwa 1800 große Schiffe geöffnet werden muss. Sie war die weltweit erste Nullenergie-Klappbrücke, was durch Solarstrom aus an den Außenseiten der Brückenträger angebrachten Solarmodulen und Energierückgewinnung beim Schließen erreicht wird.

## Geschichte

### Bau der ersten Brücke zum Noordoostpolder in den 1940er Jahren

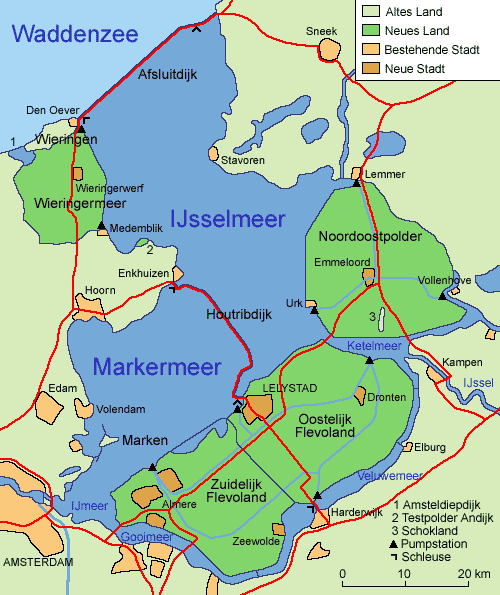
Landgewinnungsflächen durch die Zuiderzeewerke, Straßenverbindung von Kampen zum Noordoostpolder hier noch über die N765 (Mitte, rechts)

Im 19. Jahrhundert war Ramspol eine kleine dem Mündungsdelta der IJssel vorgelagerte Insel in der Zuiderzee, die man 1852 durch eine 800 Meter lange Buhne mit dem Festland verband. Benannt wurde die Insel nach dem ehemaligen Bürgermeister von Kampen Everhard Ram (1614–1681). Im Rahmen des Baus der Zuiderzeewerke wurde in den 1930er Jahren die flache Zuiderzee von der Nordsee getrennt und das IJsselmeer geschaffen. Daraufhin begann verstärkt die Gewinnung von Neuland durch den Bau von Poldern, so auch im Mündungsdelta der IJssel, wodurch Ramspol ein Teil von Kampereiland geworden ist, einer Insel, die durch den Hauptarm der IJssel und den Seitenarm Ganzendiep gebildet wird. Mit dem Noordoostpolder und dem östlichen und südlichen Flevoland entstanden die größten Polder im IJsselmeer, die an ihren Grenzen einige große Binnenseen bilden (das Markermeer im südlichen Teil existiert erst seit 1976). Der Noordoostpolder (Trockenlegung 1942) schuf mit dem Ostteil Flevolands (Oostelijk Flevoland, Trockenlegung 1957) das Ketelmeer und östlich davon mit dem Kampereiland das Zwarte Meer. Verbunden sind beide Binnenseen durch das Ramsdiep und die Ramsgeul, zwei durch einen parallel zum Ufer des Noordoostpolders verlaufenden Wellenbrecher getrennte Fahrrinnen, wobei das nördliche Ramsdiep der Binnenschifffahrt dient.

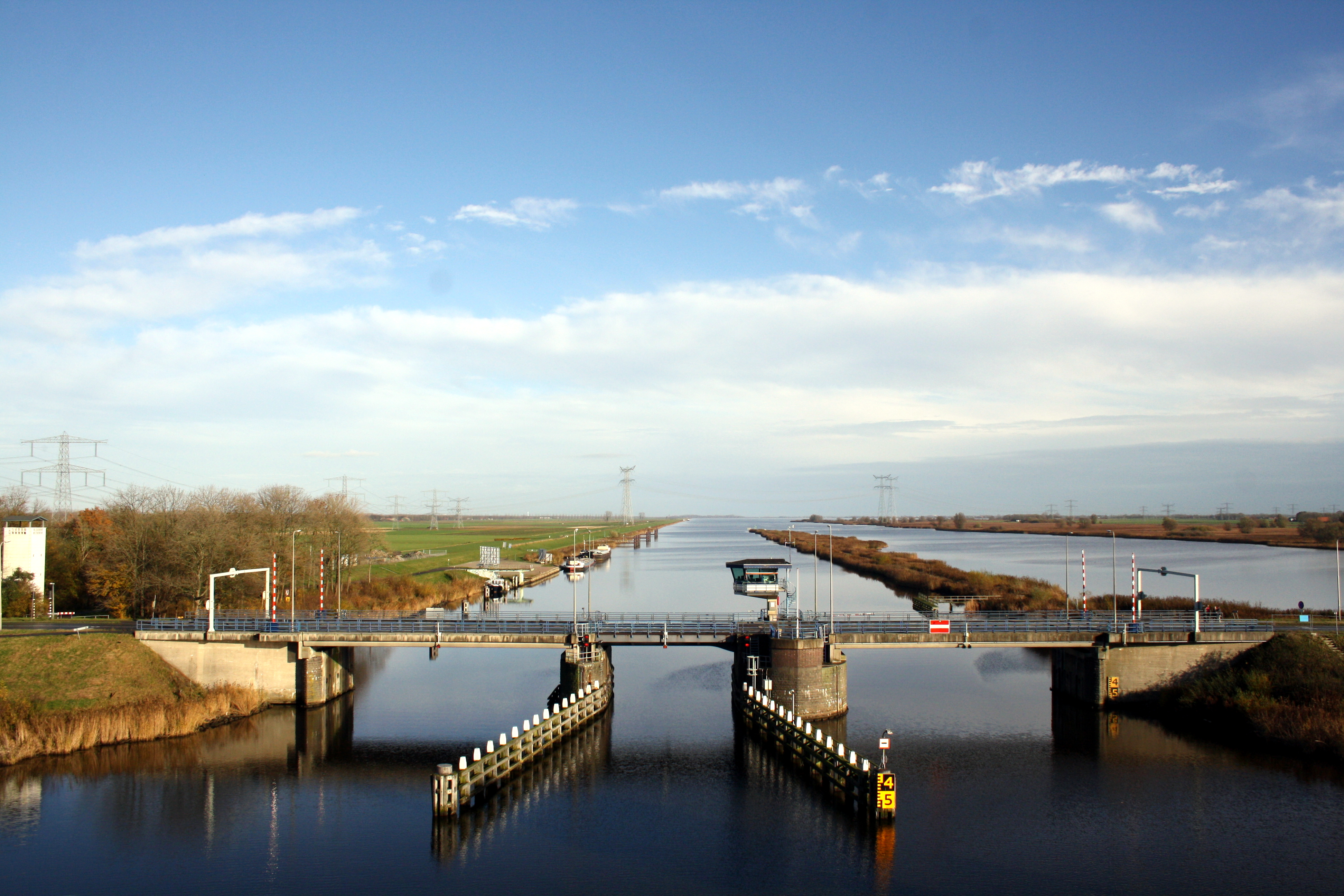
Die 1990 modernisierte erste Ramspolbrug, links das Ramsdiep, rechts die Ramsgeul (Blick nach Ost)

Eine erste Straßenverbindung von Kampen zum Noordoostpolder bestand in den 1940er Jahren bei Ramspol durch eine Pontonbrücke über die Ramsgeul und eine Fähre über das Ramsdiep. Die erste feste Brücke über beide Fahrrinnen wurde 1948 fertiggestellt. Sie bestand aus einer Vielzahl von Balkenträgern aus Vollwandträgern, wobei ein Träger über dem Ramsdiep als Klappbrücke ausgeführt war. Namensgeber war auch hier die ehemalige kleine Insel Ramspol. Die erste Ramspolbrug führte die Provinzialstraße N765, die auf Kampereiland dem Ostufer der IJssel bis Kampen folgt. Im Jahre 1990 wurde die Brücke modernisiert, wobei der Teil über das Ramsdiep durch eine Stahlbetonkonstruktion mit einer neuen Klappbrücke ersetzt wurde.

### Bau der N50 und Eröffnung der zweiten Brücke 2012
Bereits in den 1980er Jahren begann die niederländische Behörde für den Bau und Unterhalt der Straßen und Wasserwege Rijkswaterstaat mit dem Bau der Verlängerung der von Eindhoven im Osten bis nach Zwolle im Zentrum der Niederlande verlaufenden Autobahn Rijksweg 50 (A50) nach Norden zur Stadt Emmeloord, die die Verbindung über die Fernstraße N765 ersetzen sollte. Beginnend vom Autobahnkreuz Hattemerbroek wurde das neue Teilstück als Kraftfahrstraße unter der Bezeichnung Autoweg 50 gebaut. Die Trassierung führt westlich an der Stadt Kampen vorbei und quert dann die IJssel über die 2003 eröffnete Eilandbrug. Hinter der Ramspolbrug verläuft sie weiter nach Norden bis zur Anschlussstelle an den Rijksweg 6 (A6) südlich von Emmeloord auf dem Noordoostpolder. Für die Querung von Ramsdiep und Ramsgeul war der Bau einer neuen Brücke mit sechs Fahrstreifen notwendig, die die erste Ramspolbrug ersetzen und die N765 und N50 führen sollte. Anfang der 2000er Jahre wurde etwa 200 Meter westlich der ersten Brücke mit dem Schlauchdamm bei Ramspol ein Sperrwerk gebaut, das 2002 in Betrieb ging und das Gebiet längs des Zwarte Meer vor Hochwasser bei Nordwest-Stürmen schützt. Die neue Brücke wurde ab 2010 zwischen dem Sperrwerk und der alten Brücke errichtet und Ende 2012 fertiggestellt. Besondere Merkmale der neuen von Van Hattum en Blankevoort entworfenen Brücke waren die deutliche Erhöhung der lichten Höhe von 5,7 auf 13 Meter und die Integration der weltweit ersten Nullenergie-Klappbrücke, die durch Energierückgewinnung beim Schließen und an den Außenseiten der Brückenträger angebrachte Solarmodule verwirklicht wurde. Durch die höhere Fahrbahnführung konnte die Anzahl der Öffnungen der Klappbrücke für den Schiffsverkehr von jährlich 8000 auf 1800 reduziert werden. Für die Planung und Ausführung war das Infrateam N50 Ramspol zuständig, dem neben Van Hattum en Blankevoort auch Royal Boskalis Westminster, KWS infra und Hollandia angehörten. Die Baukosten beliefen sich auf 134 Mio. €. Mit der Eröffnung der neuen Ramspolbrug am 29. November 2012 wurde die alte Brücke der N765 stillgelegt und im Folgejahr abgerissen.

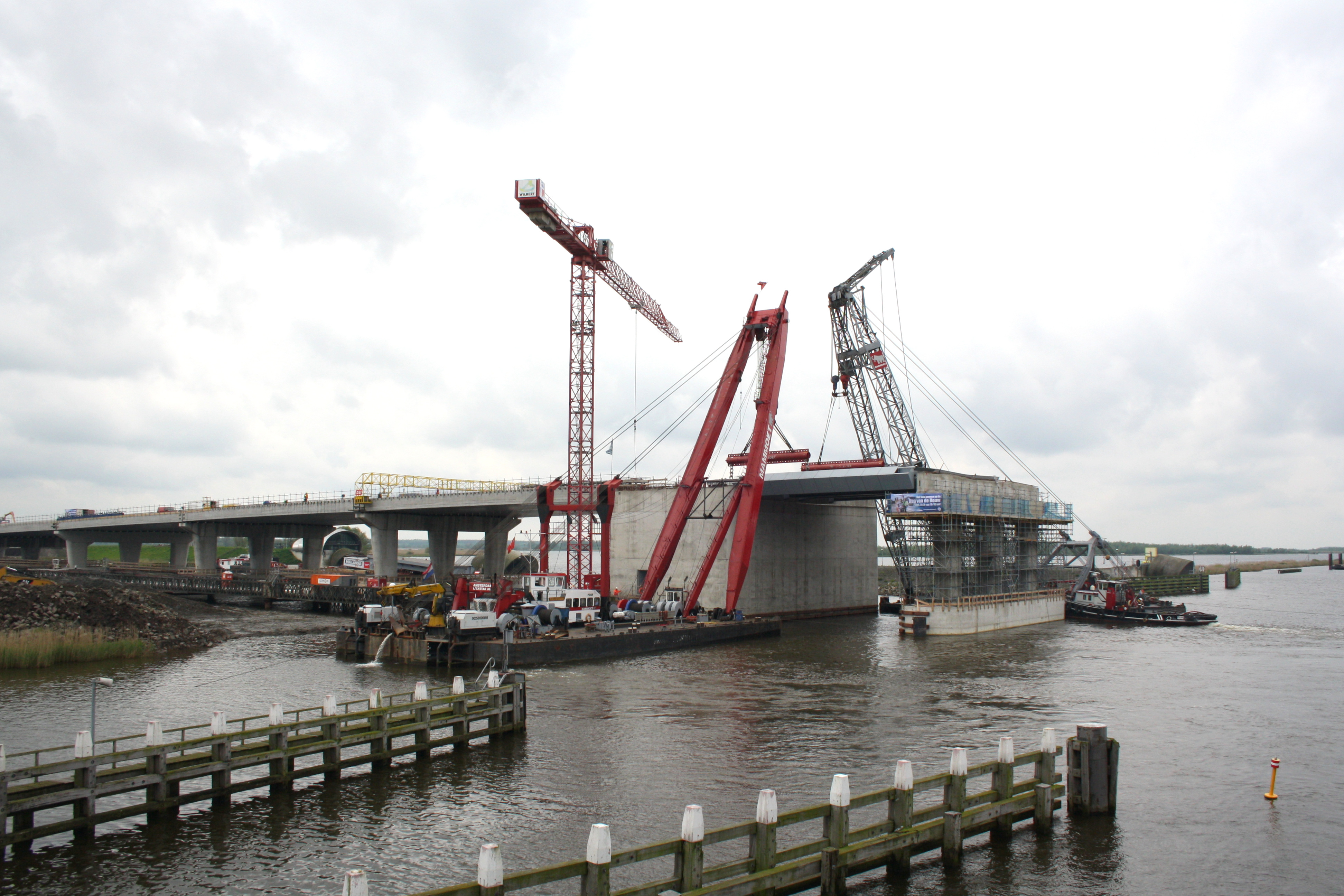
Einschwimmen des Balkenträgers der Klappbrücke im Mai 2012 (Blick nach SW auf das Ramsdiep)
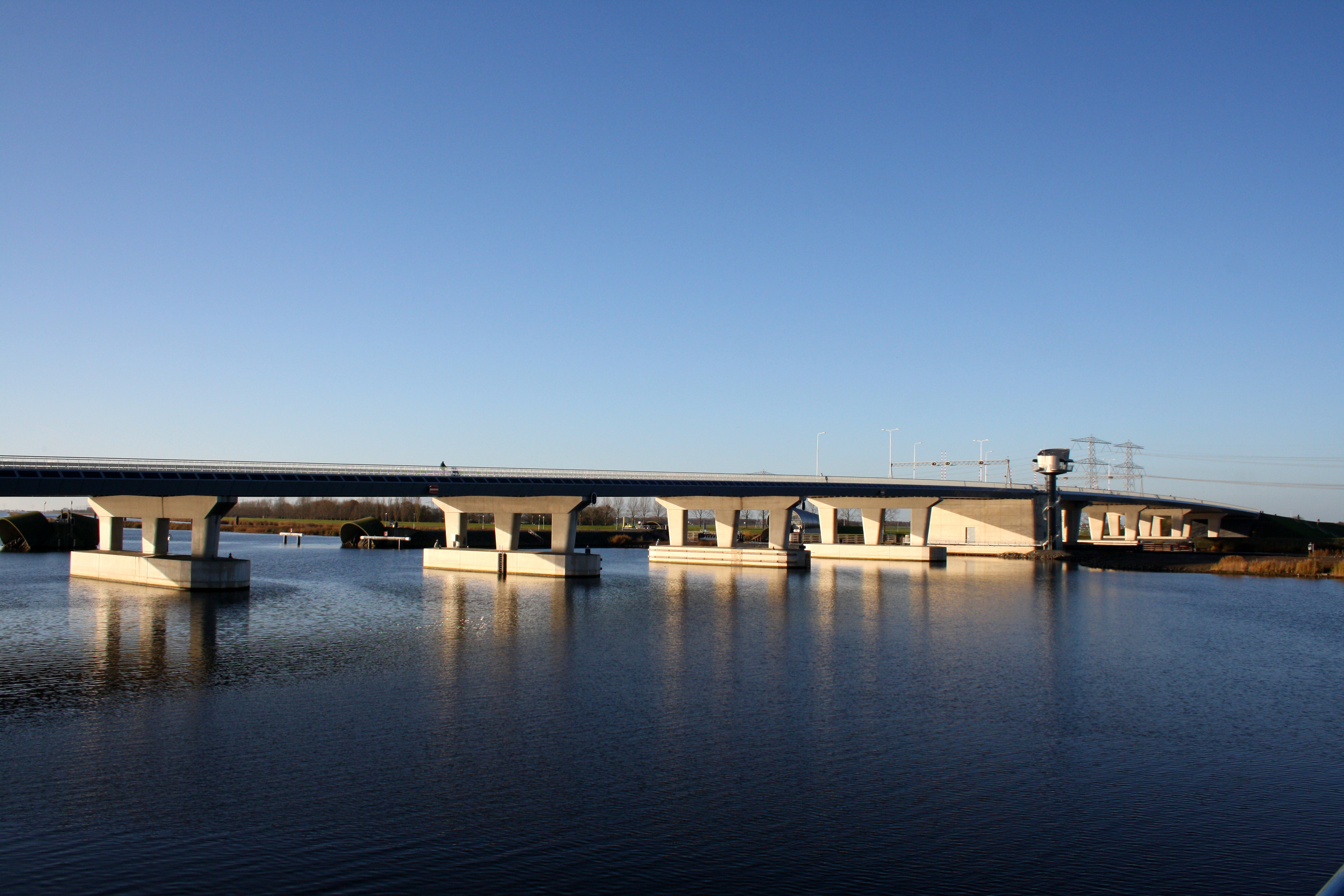
Die neue Ramspolbrug kurz vor ihrer Fertigstellung im November 2012 (Blick nach NW auf die Ramsgeul)
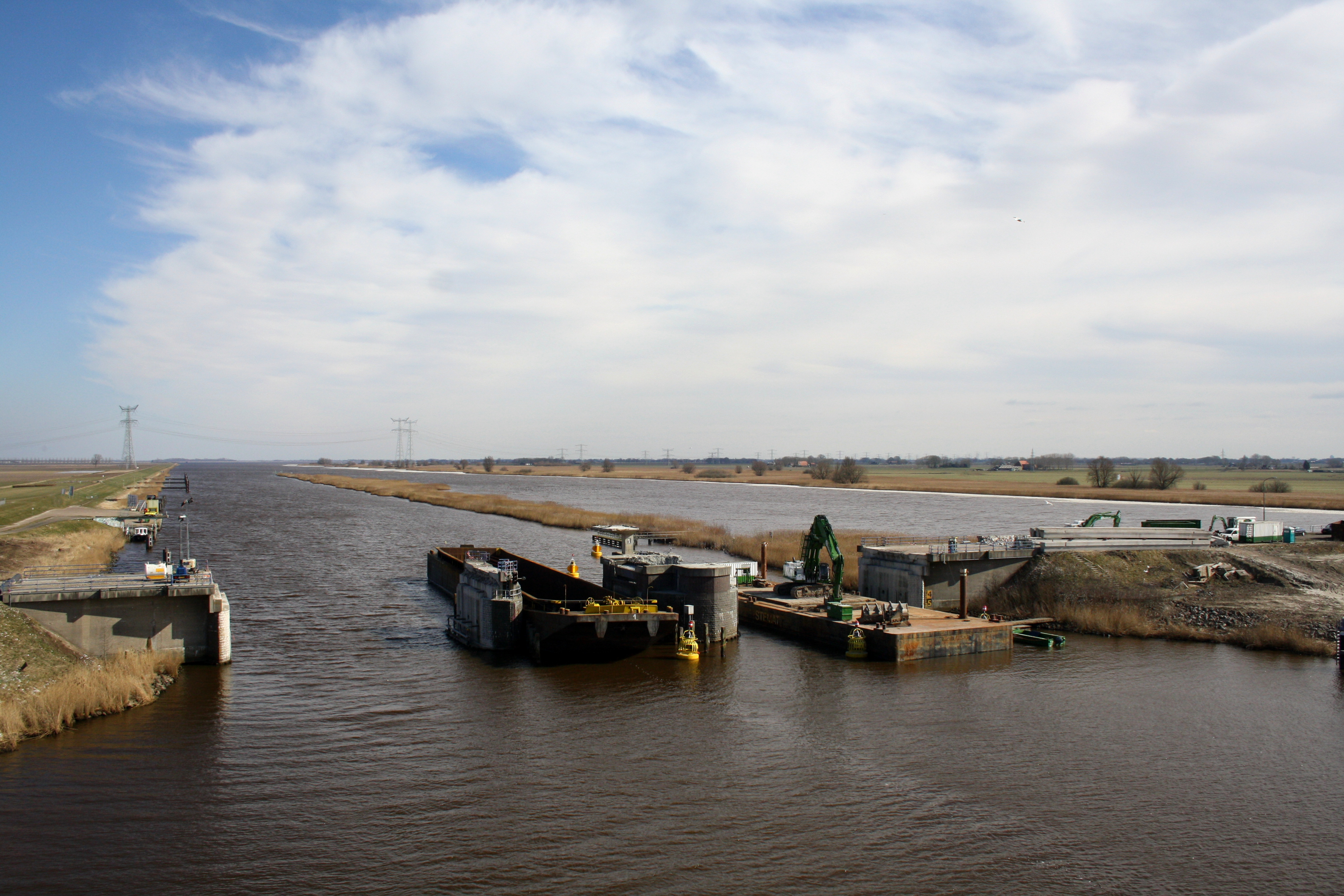
Abrissarbeiten an der alten Brücke im März 2013 (Blick nach Ost)

## Beschreibung

### Spannbeton-Balkenbrücke

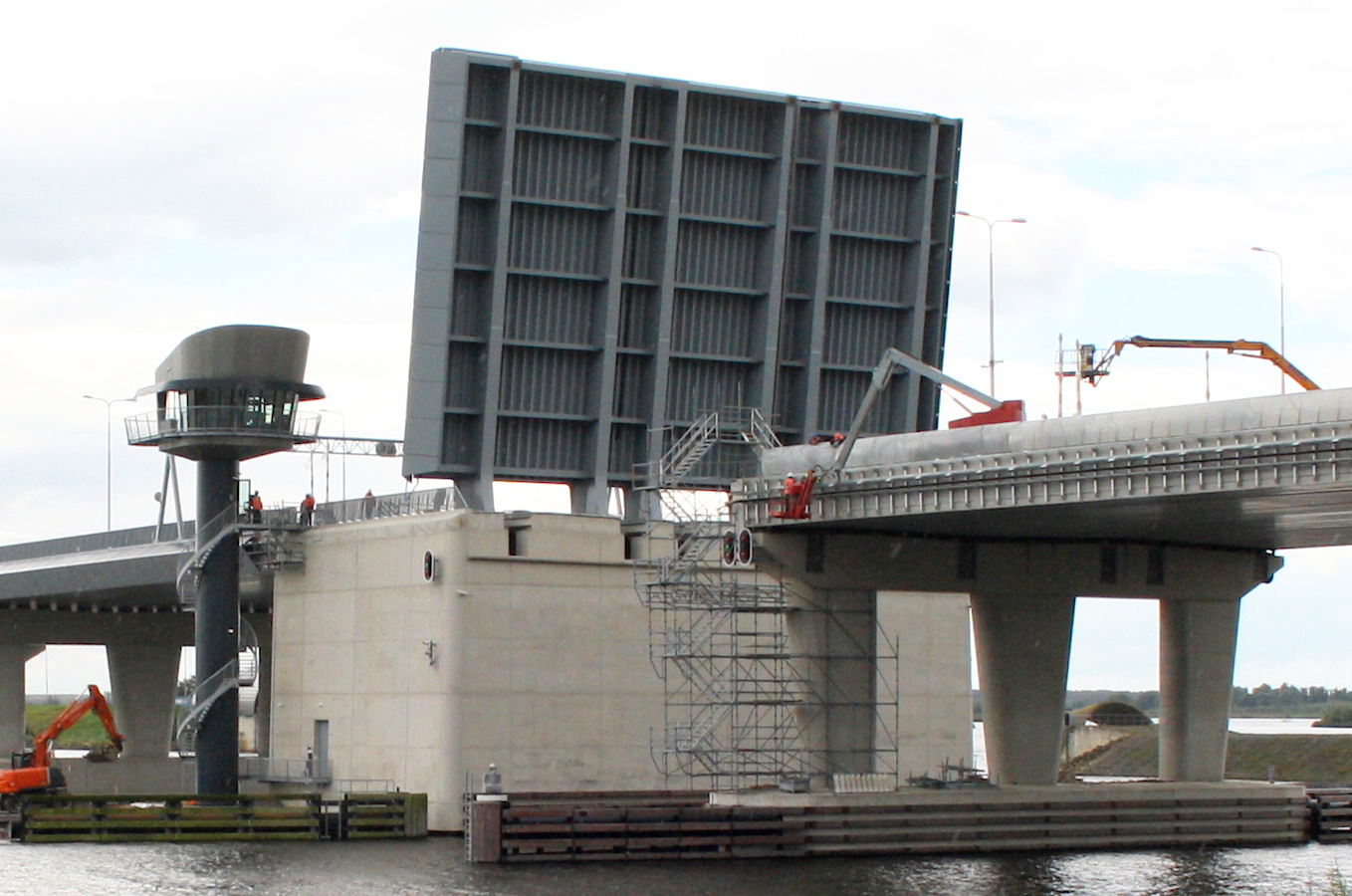
Die geöffnete Klappbrücke

Die 550 m lange Brücke besteht aus zehn Brückenfeldern aus Spannbeton und einer Klappbrücke mit einem beweglichen Stahlträger über dem Ramsdiep sowie einem Brückenfeld über der Senkgrube der Gegengewichte (Klappbrücken-Keller). Das Brückendeck hat eine Breite von 34 m und bietet Platz für sechs Fahrstreifen und einen Radweg. Die lichte Höhe über den Fahrrinnen beträgt 13 m. Der Überbau wird getragen von neun schmalen Stahlbetonpfeilern, dem breiten Pfeiler der Klappbrücke mit der Senkgrube und den beiden Widerlagern, alle ebenfalls aus Stahlbeton. Zur Pfahlgründung der schmalen Pfeiler wurden bis zu 25 m lange Stahlrohre mit 1,6 m Durchmesser in den Boden getrieben und mit einer Stahlbetonfüllung versehen. Eine darauf betonierte ovale Abschlussplatte trägt die Pfeiler.

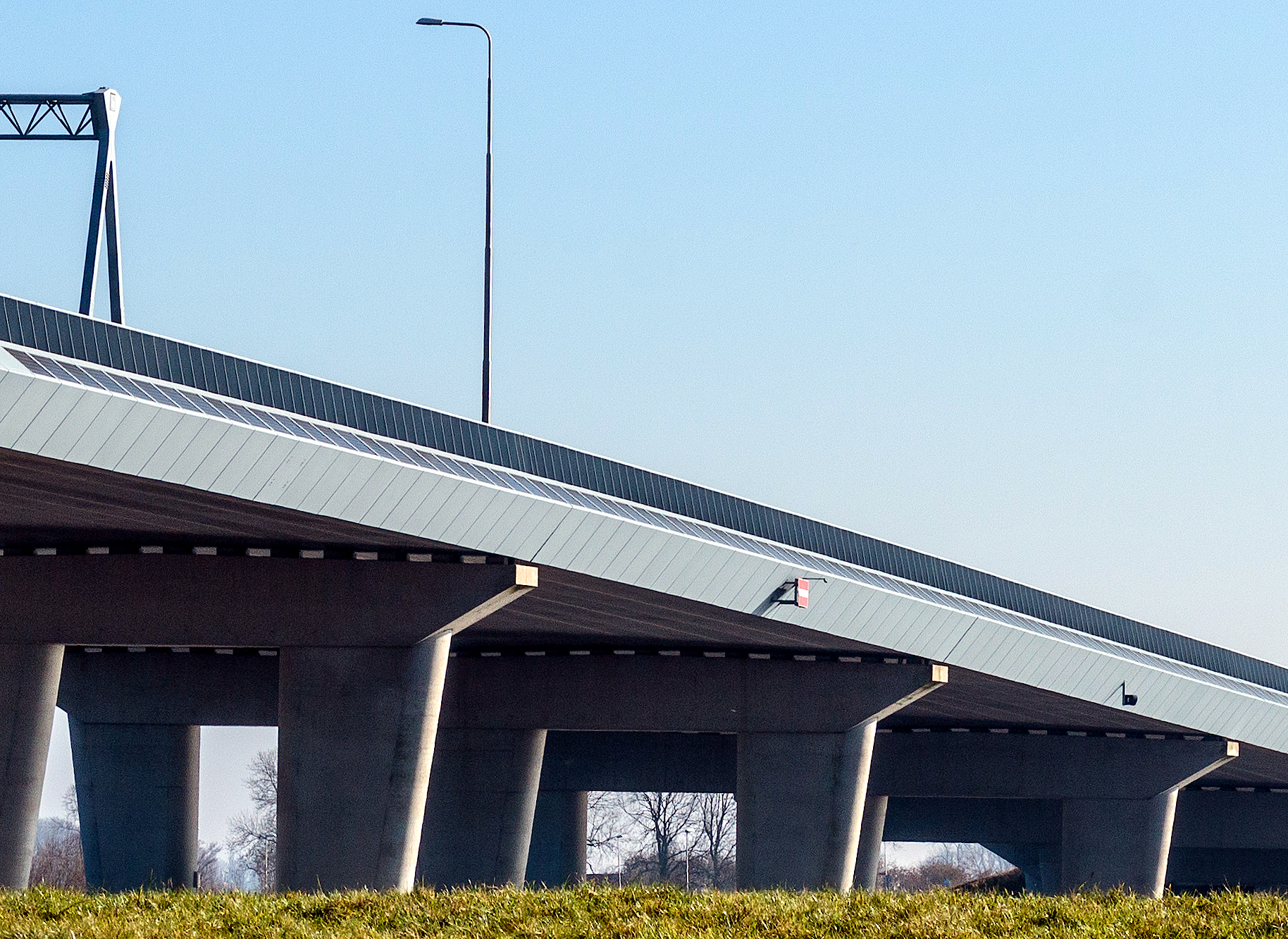
320 Solarmodule an den Außenseiten der Brücke ermöglichen die Nullenergie-Klappbrücke, auf den Pfeilern sind die Lager der 21 Träger pro Brückenfeld zu erkennen

Die Brückenfelder aus Spannbeton haben Spannweiten von 48,4 m bis 52,5 m und bestehen aus jeweils 19 vorgefertigten H-Trägern und je einem abschließenden Hohlkasten-Träger an den Außenseiten, die nach der Montage horizontal querverspannt wurden. Die 1,5 m breiten und 1,8 m hohen H-Träger ähneln in ihrem Querschnitt Stahl-Breitflanschträgern (Doppel-T-Träger) und wurden eigens für die Ramspolbrug von einem niederländischen Konsortium aus Lodewikus Voorgespannen Beton, Romein beton und Witteveen+Bos entwickelt. Das Gewicht der Träger lag für die großen Spannweiten bei bis zu 160 t.

### Stahl-Klappbrücke

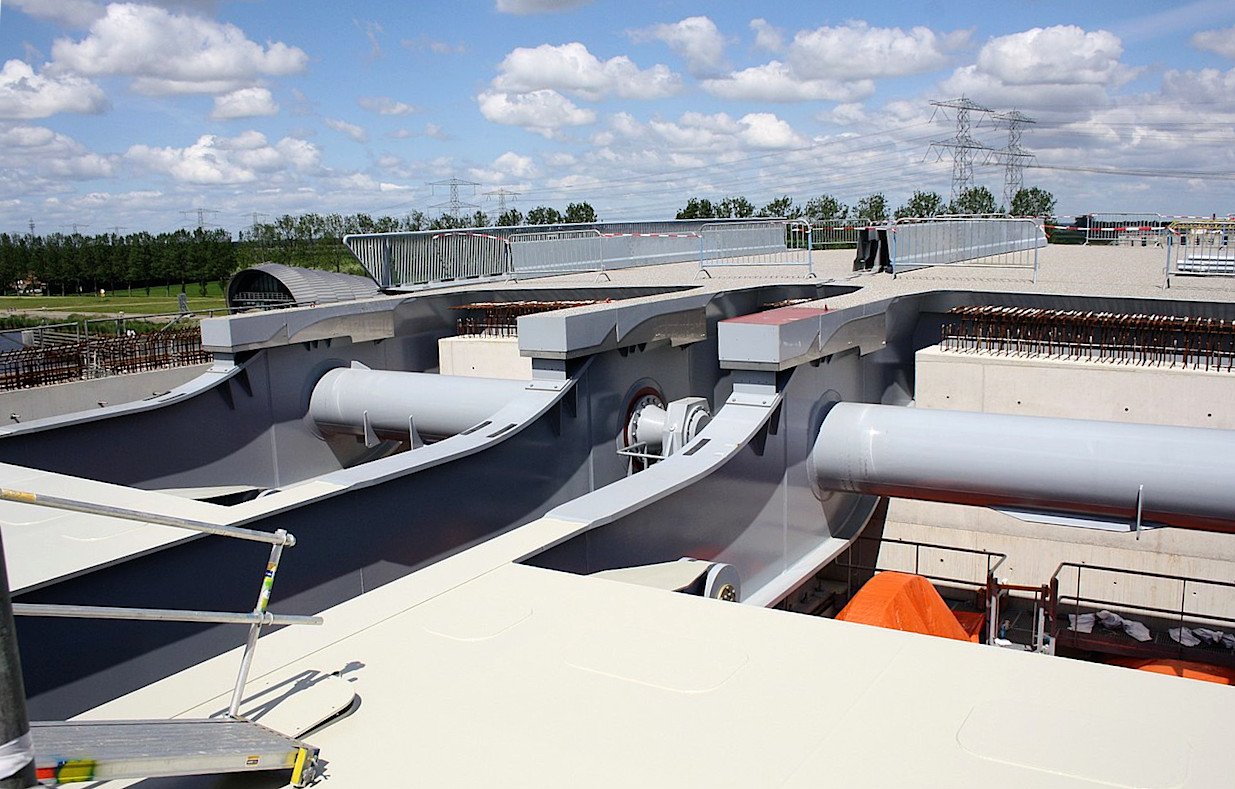
Die beweglichen Stahlträger der Klappbrücke kurz nach dem Einbau im Juni 2012 (unten zwei der drei Gegengewichte über der Senkgrube)

Der bewegliche Stahl-Balkenträger der Klappbrücke besteht aus sechs entlang der Brückenachse verlaufenden Vollwandträgern, die auf der einen Seite das Brückendeck und am Ende der anderen Seite die drei Gegengewichte tragen, die jeweils zwischen zwei der Vollwandträger montiert sind. Die Stahlkonstruktion wurde von der Firma Hollandia in zwei Segmenten mit einem Gewicht von 210 t und 430 t (einschließlich der Gegengewichte) und einer Breite von 11,3 m und 22,7 m vorgefertigt und zum Brückenstandort eingeschwommen. Die Gesamtlänge der Vollwandträger beträgt 36,7 m bis zu den Enden der Gegengewichte. Das Brückendeck hat eine Länge von etwa 21 m bei einer Breite von 34 m. Der Drehpunkt liegt 24,7 m vom Ende des Brückendecks entfernt innerhalb der Senkgrube. Der Stahlbetonpfeiler der Klappbrücke ist etwa 17 m lang und 16 m hoch, dient als Senkgrube und enthält den Antrieb der Klappbrücke.
Der Hauptantrieb besteht aus einem 37-kW-Elektromotor und ermöglicht das Öffnen und Schließen der Klappbrücke in 90 s. Für den Notbetrieb steht ein weiterer 7,5-kW-Elektromotor bereit, der es in 7,5 min schafft; auch ein Handbetrieb ist im Bedarfsfall möglich. Der maximale Anstellwinkel des Brückendecks beträgt 82,5°, die Durchfahrtsbreite für den Schiffsverkehr 18 m. Beim Schließen der Klappbrücke arbeitet der Motor als Generator und dient der Energierückgewinnung. Durch 320 zusätzliche an den Außenseiten der Brückenfelder über die Ramsgeul angebrachte 260-W-Solarmodule wird ein Nullenergiebetrieb erreicht, d. h. der externe Energiebezug wird im Laufe eines Jahres durch die eigene Energiegewinnung aufgewogen.